# Richard T. Hanna
Richard Thomas Hanna (ur. 9 czerwca 1914 w Kemmerer, zm. 9 czerwca 2001 w Tryon) – amerykański polityk, członek Partii Demokratycznej.

## Działalność polityczna
Od 1956 do 1962 zasiadał w Zgromadzeniu Stanowym Kalifornii. W okresie od 3 stycznia 1963 do rezygnacji 31 grudnia 1974 przez sześć kadencji był przedstawicielem nowo utworzonego 34. okręgu wyborczego w stanie Kalifornia w Izbie Reprezentantów Stanów Zjednoczonych.